# Thomas Schumacher (Schauspieler)
Thomas Schumacher (* 1983 in Tübingen) ist ein deutscher Schauspieler.

## Leben
Thomas Schumacher absolvierte sein Schauspielstudium von 2007 bis 2011 an der Hochschule für Musik und Theater „Felix Mendelssohn Bartholdy“ in Leipzig.
Von 2009 bis 2011 war er Mitglied des Schauspielstudios am Staatsschauspiel Dresden, wo er u. a. die Rollen Benvolio/Abraham in Simon Solbergs Romeo und Julia-Inszenierung, den Orwar in Julia Hölschers Bühnenfassung von Astrid Lindgrens Die Brüder Löwenherz, unter der Regie von Tilmann Köhler den Karl in Horváths Italienische Nacht spielte sowie in Die Insel von Athol Fugard (Regie: Fabian Gerhardt) auftrat.
Ab der Spielzeit 2011/12 war er bis zum Ende der Spielzeit 2013/14 festes Ensemblemitglied am Deutschen Theater Berlin, wo er u. a. mit Jorinde Dröse, Jette Steckel und Stephan Kimmig zusammenarbeitete.
2013 übernahm er am Staatsschauspiel Dresden die Rolle des Mercutio in Solbergs Romeo und Julia-Inszenierung. 2014 gastierte er an der Berliner Staatsoper in der Oper Simplicius Simplicissimus.
Mit Beginn der Spielzeit 2016/17 wechselte Schumacher an das Staatsschauspiel Dresden. Dort trat er u. a. als Oliver in Wie es euch gefällt (Regie: Jan Gehler), als Tempelherr in Nathan der Weise (Regie: Wolfgang Engel) und als Dr. Feuermann/Dr. Wenger in Professor Bernhardi (Regie: Daniela Löffner) auf.
Seit der Spielzeit 2018/19 ist Schumacher festes Mitglied des Schauspielensembles des Staatstheaters Karlsruhe. Dort spielte er bisher u. a. die Rollen Krogstad/Ejlert Lövborg in Anna Bergmanns Ibsen-Inszenierung Nora, Hedda und ihre Schwestern, den Benedikt in Viel Lärm um nichts (Regie: Lily Sykes) und den Ernest in Bunbury (Regie: Pınar Karabulut). Am „Jungen Badischen Staatstheater“ war er als Lehrer in Jugend ohne Gott zu sehen. In Anne Habermehls „Geschlechtertausch“-Inszenierung des Woyzeck von Georg Büchner, die in der Spielzeit 2019/20 ihre Premiere hatte, spielte er, an der Seite von Anna Gesa-Raija Lappe, den Ehemann Mario.
Schumacher stand auch für einige Film- und Fernsehproduktionen vor der Kamera, bei denen er u. a. unter der Regie von Maris Pfeiffer und Dustin Loose drehte. In der 15. Staffel der ZDF-Krimiserie SOKO Leipzig (2016) verkörperte er den tatverdächtigen und vorbestraften Joshua Kammler. In der 11. Staffel der ZDF-Serie Notruf Hafenkante (2017) war er als tatverdächtiger Neo-Nazi Sascha Maslowski zu sehen. Außerdem hatte er eine durchgehende Nebenrolle in der VOX-Serie Rampensau (2019).
Schumacher lebt in Karlsruhe.

## Filmografie (Auswahl)
- 2016: SOKO Leipzig: Linie 131 (Fernsehserie, eine Folge)
- 2016: Ein starkes Team: Tödliche Botschaft (Fernsehreihe)
- 2017: Notruf Hafenkante: Brandstifter (Fernsehserie, eine Folge)
- 2017: Zuckersand (Fernsehfilm)
- 2018: Tatort: Déjà-vu (Fernsehreihe)
- 2019: Rampensau (Fernsehserie, Serienrolle)

## Sprecher
- 2011: Tom Heithoff: Leben und leben lassen. Regie: Tom Heithoff, Ursendung: SWR2 Tandem, März 2012 (gekürzte Fassung)
- 2014: Tim O’ Brien: Was sie trugen. Regie: Harald Krewer, Deutschlandradio
- 2014: Joy Markert: Der Mendelssohnriss. Regie: Alexander Schuhmacher, Deutschlandradio Kultur
- 2014: Hiromi Kawakami: Der Himmel ist blau, die Erde ist weiß oder: Die Mappe des Lehrers. Regie: Heike Tauch, Deutschlandradio Kultur
- 2019: Tom Heithoff: Dummrum. Regie: Tom Heithoff, Deutschlandfunk Kultur